# Mangammal
Mangammal o  Rani Mangammal, reina Mangammal en hindú, (f. 1705) fue una reina, regente en nombre de su nieto, de la dinastía Madurai Nayak de Madurai (India) entre 1689-1704. Fue una administradora popular y es ampliamente recordada por su construcción de carreteras, templos y obras hidráulicas, además de sus éxitos militares y diplomáticos.

## Orígenes
Mangammal era hija de Tupakula Lingama Nayaka, un general del rey de Madurai Chokkanatha Nayak (1659–1682). A pesar de que Chokkanatha se casó joven con Mangammal, solo alcanzó el estatus de reina principal tras fracasar los planes del rey de casarse con la hija del rey Thanjavur de Vijayaraghava Nayaka. Murió en 1682, año en que Mangammal empezó su regencia. 

## Regencia
Rangakrishna Muthu Virappa Nayak (1682—1689), el hijo de Mangammal sucedió a Chokkanatha con apenas quince años. Intentó remediar la decadencia del reino y se hizo famoso por haber rechazado someterse a Aurangzeb. Rangakrishna murió en 1689, con su reina embarazada. Esta dio a luz un niño, Vijaya Ranga Chokkanatha, y después cometió sati en contra de la opinión de su suegra Mangammal, que se vio entonces forzada a actuar de regente en nombre de su nieto Vijaya Ranga Chokkanatha, coronado con tres meses de edad en 1689. Fue regente hasta 1705, con la asistencia de un consejo dirigido por el dalavoy (Gobernador General) Narasappiah.

## Campañas militares

### Estabilización del reino y paz con el Imperio Mogol
Mangammal pasó menos tiempo en guerra que sus predecesores pero aun así tuvo numerosos conflictos armados con sus vecinos. El reino de Madurai se hallaba rodeado de enemigos: la Confederación Maratha, Mysore, el Imperio Mogol y sus sultanatos vasallos en el Decán y, a intervalos, el reino de Thanjavur. En el sur de su reino, el rajá de Travancore dejó de pagar tributo y el gobernante de Ramanathapuram, Kilavan Sethupathi, se alzó buscando la independencia. Mangammal tuvo que afrontar este conflicto sin aliados externos. 
La regencia de Mangammal coincidió especialmente con el esplendor mogol, que bajo Aurangzeb pasó a ser hegemónico en el Decán. Fue bajo Mangammal que se establecieron relaciones directas entre ambos imperios. Zulfikar Khan fue enviado por Aurangzeb para atacar el baluarte maratha de Gingee y exigió que Madurai y Thanjavur pagaran tributo en 1693. Sin embargo, Gingee no cayó hasta cinco años después.
El primer problema que Mangammal tuvo que afrontar fue esta amenaza mogola. Después de deliberar, Mangammal envió tributo y con la ayuda de Zulfikhar Ali pudo plantearse recuperar provincias que Madurai había perdido frente a Thanjavur. En 1697, Zulfikhar Ali Khan estaba ocupado con el asedio de Jinji, frente a Rajaram, hijo del emperador maratha Shivaji.
Mangammal también tuvo que afrontar una invasión de Chikka Deva Raya de Mysore, que envió a su famoso dalavoy Kumariyya. Misore se anexionó las provincias hasta Salem y Coimbatore entre 1690 y 1694. En 1695, Tiruchirapalli, entonces capital de Madurai, fue asediada por Mysore pero un ataque maratha obligó a la retirada de la expedición.

### Campañas contra los reinos del sur
En 1697, Mangammal envió una expedición a Venad para castigar a su gobernante, Ravi Varma, por haber atacado a un ejército madurai enviado a Venad para recolectar el tributo anual qué el rey no había pagado. El gobernante de Venad había sido reacio a enviar tributo en los años previos y había sido necesario enviar ejércitos. La fuerza enviada fue elegida entre la guardia real y había sido casi aniquilada. La expedición organizada el año siguiente logró sojuzgar a Venad y traer un gran botín, incluyendo muchos cañones que se instalaron en las murallas de Tiruchirapalli y Madurai.
Mangammal también tuvo disputas con el rey maratha Shaji de Thanjavur. Al año siguiente un ejército de Madurai liderado por el Dalavoy Narasappiah aplastó al enemigo cerca de su capital, que fue asaltada. El rey Shaji pagó un importante tributo a cambio de la retirada del enemigo.
Poco después de la paz con Thanjavur de 1700, ambos reinos se unieron contra Chikka Dev Raya. Este había construido un anicut ("dique" en tamil) en el río Cauvery (actual zona de la presa de Kannambadi) que impedía el riego en Thanjavur y el norte de Madurai. Ese mismo año el río estaba casi seco. Anticipando una sequía y la consiguiente hambruna, Madurai y Thanjavur se unieron para atacar Mysore. Sin embargo, las lluvias monzónicas arrasaron el anicut.
El mayor revés sufrido por Mangammal fue la expedición contra Raghunatha Sethupathi en 1702. La guerra contra los Sethupathi se debió a su apoyo previo a Thanjavur. Terminó con una derrota madurai culminando con la muerte del dalavoy Narasappiah en batalla, lo que fue un serio problema para la corona.

## Administración civil
Mangammal fue una gobernante eficaz y popular y es recordada especialmente por la construcción de obras hidráulicas y caminos en Tamil Nadu.

### Obras públicas
Bajo su gobierno se repararon muchos canales de riego, se construyeron carreteras y se plantaron árboles. La carretera de Cabo Comorin fue construida durante su reinado y se la conoce como Mangammal Salai.
Para la comodidad de los viajeros de dichos caminos se plantaron árboles y se construyeron fuentes y hospederías. Encargó albergues para peregrinos, como el Chataram de Mangammal en Madurai cerca de la estación de ferrocarril. Las leyendas populares le atribuyen buena parte de las antiguas avenidas de Madurai, Tirunelveli y otras ciudades en Tamil Nadu. 
Su palacio (Tamukkam o Palacio de verano) en Madurai ahora alberga el Museo Mahatma Gandhi. El Palacio tiene Tamukku Maidanam, amplios patios capaces de albergar diversiones reales como luchas de elefantes. 
En 1701 mandó construir una cantina de alimentación pública.

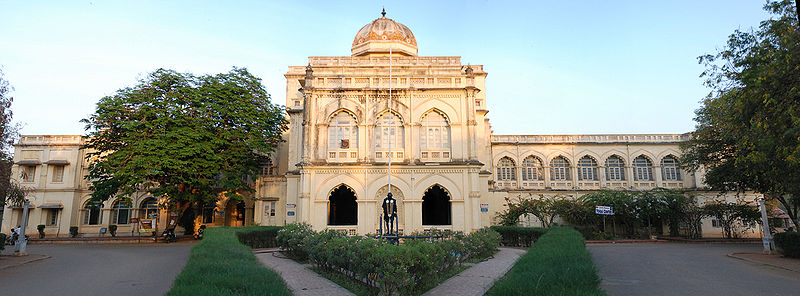
El palacio de verano de la reina.

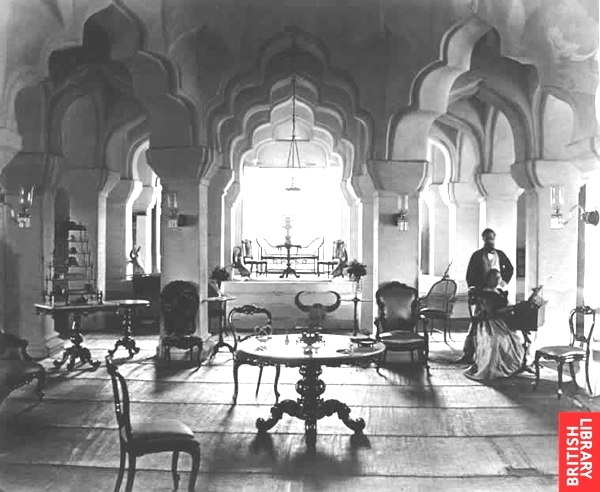
El palacio de verano de la reina.

### Asuntos religiosos
Mangammal era hindu pero toleraba otras religiones. Financió tanto templos como mezquitas y fue favorable a los misioneros cristianos y sus conversos, dándoles libertad para predicar. En 1701, dio rango de pueblo a un dargah (santuario sufí) en Tiruchirapalli. 
Mangammal donó joyas y palanquines al Templo de Meenakshiamman. Realizó donaciones similares a otros templos del reino. Rani Mangammal estableció el famoso Unjal estival del templo de Meenakshi celebrado en el mes tamil de Ani. Su retrato puede ser visto en el Unjal Mandapam. En todas las celebraciones, el cetro real (sengoal) se ofrecía ante el dios Meenakshi, que era entonces colocado en el trono el día entero. Una pintura en el templo de Meenakshi muestra al sacerdote del templo entregando el cetro a la reina. Formaba parte del simbolismo hindú, en el que los reyes gobiernan en nombre de los dioses.

## Muerte
La muerte de Mangammal (1705) está rodeada en misterio. Su nieto Vijaya Ranga Chokkanatha Nayak llegó por entonces a la mayoría de edad en 1704—1705. Es el gobernante más recordado en Tamil Nadu, especialmente por su gestión y por la singularidad de ser una de las pocas reinas gobernantes en la región.